# Grania monochaeta
Grania monochaeta är en ringmaskart som först beskrevs av Wilhelm Michaelsen 1888.  Grania monochaeta ingår i släktet Grania och familjen småringmaskar. Inga underarter finns listade i Catalogue of Life.